# Beat (banda)
Beat fue una banda que representó a Finlandia en el Festival de la Canción de Eurovisión 1990 con la canción Fri? (¿Libres?), en sueco. Fue la primera vez en la historia que Finlandia usó su otro idioma oficial, el sueco. Consiguieron un 21..eɽ puesto con 8 puntos, empatados con Noruega.
La canción fue grabada en finlandés e inglés.

## Discografía
- A Hope for peace (1981)
- Beat (1990)